# Galeria de Artă Zambaccian
Galeria de Artă Zambaccian este un magazin de artă și antichități deținut de către Marcel Zambaccian, un descendent direct al celebrului colecționar Krikor Zambaccian.
Galeria a ființat pe strada Blănari nr. 12, în apropierea Hanului cu Tei, până în anul 2011, după care s-a mutat pe strada Mihai Bravu nr. 136. Asociat în derularea tranzacțiilor cu opere de artă a fost Adrian Boeriu, broker de artă. Există zvonuri neconfirmate care afirmă implicarea politicianului Adrian Năstase în această afacere.